# Syndiamesa monstrata
Syndiamesa monstrata är en tvåvingeart som först beskrevs av Pankratova 1950.  Syndiamesa monstrata ingår i släktet Syndiamesa och familjen fjädermyggor. Inga underarter finns listade i Catalogue of Life.